# Bea Palya

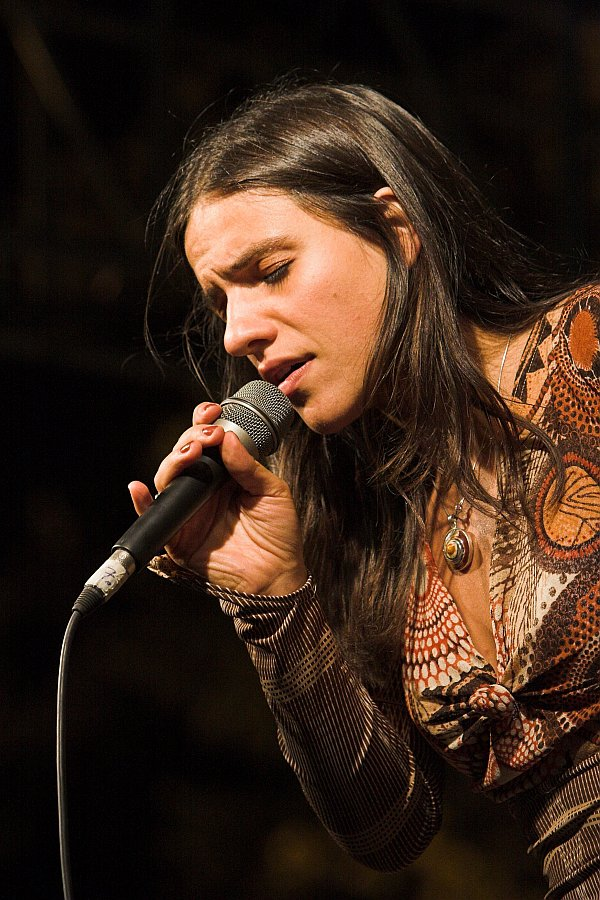
Bea Palya (2006)

Bea Palya, eigentlich Beáta Palya, (* 11. November 1976 in Makó, Komitat Csongrád) ist eine ungarische Sängerin.

## Leben und Wirken
Sie wuchs in Bag im Komitat Pest auf. An der Apaczai Csere János Berufsschule studierte sie Tanz und Gesang, anschließend Volkskunde an der Loránd-Eötvös-Universität in Budapest. Dort erwarb sie ihren Abschluss 2002.
Bea Palya vereint in ihrer Musik Elemente ungarischer und bulgarischer Volksmusik, der „Zigeunermusik“, indischer Musik, des Jazz und der Weltmusik.

## Diskografie

### Alben
- 2001: Folkestra: Mamikám
- 2003: Ágról-ágra. Tradition in motion
- 2004: Álom-álom, kitalálom. Énekelt mese
- 2005: Weöres Sándor: Psyché (Vertonung von Gedichten aus dem gleichnamigen Werk von Sándor Weöres)
- 2007: Szeretetből jöttél a világra
- 2008: Adieu les complexes (HU: ×2Doppelplatin )[1]
- 2009: Egyszálének (HU: ×2Doppelplatin )
- 2010: Én leszek a játékszered, Gryllus Samuval közös produkció, Sony Music Entertainment (HU: ×2Doppelplatin )
- 2012: Ezeregy szefárd éjszaka: Élő koncertfelvételek, Sony Music Entertainment (HU: Gold)
- 2014: A nő, MG Records (HU: Gold)
- 2016: Tovább nő, MG Records
- 2018: Hazatalálok, MG Records

## Filmografie (Auswahl)
- 2000: Portugál
- 2006: Transylvania
- 2010: Kolorádó Kids
- 2017: Django – Ein Leben für die Musik (Django)